# Mexikanische Fußballnationalmannschaft der Frauen/Olympische Spiele
Der Artikel beinhaltet eine ausführliche Darstellung der mexikanischen Fußballnationalmannschaft der Frauen bei den Olympischen Sommerspielen. Die mexikanische Mannschaft nahm nur 2004 am Fußballturnier der Frauen bei den Olympischen Spielen teil und konnte sich danach nicht mehr qualifizieren.

## Die Nationalmannschaft bei den Olympischen Spielen

### Übersicht
| Olympische Spiele in | Teilnahme bis …    | Gegner    | Ergebnis | Trainer/in       | Bemerkungen und Besonderheiten                                                                                             |
| -------------------- | ------------------ | --------- | -------- | ---------------- | --- |
| Atlanta 1996         | nicht qualifiziert |           |          |                  | Da Kanada sich nicht für die WM 1995 qualifiziert hatte, war die Mannschaft nicht für die Olympischen Spiele qualifiziert. |
| Sydney 2000          | nicht qualifiziert |           |          |                  | Da Mexiko bei der WM 1999 in der Vorrunde ausschied, war die Mannschaft nicht für die Olympischen Spiele qualifiziert.     |
| Athen 2004           | Viertelfinale      | Brasilien | –        | Leonardo Cuéllar | |
| Peking 2008          | nicht qualifiziert |           |          |                  | In der Qualifikation an Kanada gescheitert                                                                                 |
| London 2012          | nicht qualifiziert |           |          |                  | In der Qualifikation wieder an Kanada gescheitert                                                                          |
| Rio de Janeiro 2016  | nicht qualifiziert |           |          |                  | In der Qualifikation in der Gruppenphase gescheitert                                                                       |
| Tokio 2020           | nicht qualifiziert |           |          |                  | In der Qualifikation im Halbfinale an Weltmeister USA gescheitert                                                          |
| Paris 2024           | nicht qualifiziert |           |          |                  | Als Gruppenvierter der CONCACAF W Championship 2022 gescheitert                                                            |

## Die Turniere

### Olympia 1996 in Atlanta
Für das erste olympische Fußballturnier der Frauen waren neben Gastgeber USA nur die weiteren sieben besten Mannschaften der WM 1995 bzw. Brasilien für die nicht startberechtigten Engländerinnen qualifiziert. Da Mexiko beim CONCACAF Women’s Championship 1994, der als WM-Qualifikation diente, nur den dritten Platz belegt hatte und damit die WM verpasste, war die Mannschaft auch nicht für die Olympischen Spiele qualifiziert.

### Olympia 2000 in Sydney
Für das zweite olympische Turnier waren neben dem Gastgeber wieder nur die sieben besten Mannschaften der WM 1999 qualifiziert. Leonardo Cuéllar, der seit 1998 Trainer der Mexikanerinnen ist, führte seine Mannschaft zwar durch Siege in den interkontinentalen Playoffs gegen Argentinien zur WM, da Mexiko dort aber bereits in der Vorrunde ausschied, wobei die Mannschaft u. a. mit 0:6 gegen Deutschland verlor, war die Mannschaft auch diesmal nicht für die Olympischen Spiele qualifiziert.

### Olympia 2004 in Athen
Für das dritte olympische Frauenfußballturnier wurden den Kontinentalverbänden jeweils Startplätze zugeteilt, die diese in individuellen Qualifikationen vergaben. Die Mexikanerinnen mussten dazu zunächst bei einem Turnier in Honduras gegen Nicaragua und die Gastgeberinnen antreten und gewannen die beiden Spiele mit 8:0 und 6:0, wobei Maribel Domínguez allein sechs Tore erzielte. Beim finalen Turnier in Costa Rica gewannen sie zunächst gegen Haiti mit 5:0 und Trinidad & Tobago mit 8:1, verloren dann aber gegen die USA mit 0:2. Im Halbfinale trafen sie dann auf Kanadierinnen und konnten sich durch ein 2:1 für die Olympischen Spiele qualifizieren. Das für die Qualifikation nicht mehr bedeutende Finale verloren sie mit 2:3 gegen die USA. In beiden Finalspielen war Domínguez die alleinige Torschützin für Mexiko. Insgesamt erzielte sie 14 Tore in der Qualifikation.
Beim Turnier in Griechenland erzielte Domínguez dann auch im ersten Spiel gegen die Volksrepublik China in der 11. Minute den Führungstreffer, den die Chinesinnen zwar in der 34. Minute egalisieren konnten, aber kein weiteres Tor nachlegen konnten. Nach einem 0:2 gegen Weltmeister Deutschland, gegen den sie fünf Jahre zuvor bei der WM noch mit 0:6 verloren hatten, waren sie da China gegen die Deutschen mit 0:8 verloren hatte, als Gruppenzweiter für das erstmals ausgetragene Viertelfinale qualifiziert. Hier unterlagen sie Brasilien aber mit 0:5, wobei sie aber auch weniger Gegentore kassierten als in zwei vorhergegangenen Spielen.

### Olympia 2008 in Peking
Für das Turnier in Peking mussten die Mexikanerinnen daher beim Finalturnier in Mexiko zunächst gegen Jamaika und dann wieder gegen die USA antreten. Mit 8:1 und 1:3 erreichten sie das Halbfinale. Wie vier Jahre zuvor trafen sie auf Kanada, verloren diesmal aber mit 0:1 und waren damit nicht für das olympische Fußballturnier qualifiziert. Im für die Qualifikation nicht mehr bedeutenden Spiel um Platz 3 gewannen sie dann mit 1:0 gegen Costa Rica.

### Olympia 2012 in London
Für das Turnier in London mussten die Mexikanerinnen wieder Qualifikationsspiele bestreiten. Dabei gelangen beim Turnier in Kanada in der Gruppenphase Siege gegen Guatemala (5:0) und die Dominikanische Republik (7:0), während gegen die USA mit 0:4 verloren wurde. Im Halbfinale war dann wieder Kanada der Gegner und erneut wurde verloren, diesmal mit 1:3 und die Teilnahme am olympischen Fußballturnier wieder verpasst. Ein Spiel um Platz 3 gab es diesmal nicht.

### Olympia 2016 in Rio de Janeiro
Für das Turnier in Rio de Janeiro musste Mexiko Qualifikationsspiele bei einem Turnier im Februar 2016 in den USA bestreiten. Zunächst wurde Puerto Rico mit 5:0 bezwungen und dann gegen die USA nur knapp mit 0:1 verloren. Im letzten Gruppenspiel gegen Costa Rica hätte dann ein Remis gereicht, um das Halbfinale zu erreichen. Costa Rica ging aber bereits nach zehn Minuten in Führung und konnte durch einen verwandelten Elfmeter die Führung in der 57. Minute noch ausbauen. Domínguez gelang dann nur noch der Anschlusstreffer. Damit war Mexiko bereits in der Gruppenphase ausgeschieden.

### Olympia 2020 in Tokio
Für das Turnier in Japan musste Mexiko Qualifikationsspiele bei einem Turnier Ende Januar/Anfang Februar 2020 in den USA bestreiten. Zunächst wurden Jamaika mit 1:0 und St. Kitts und Nevis mit 6:0 bezwungen und damit der Einzug ins Halbfinale gesichert. Durch eine 0:2-Niederlage gegen Kanada reichte es aber nur zum zweiten Platz, so dass sie im Halbfinale auf Weltmeister USA trafen, gegen den sie mit 0:4 verloren und damit das Turnier in Japan verpassten.

### Olympia 2024 in Paris
Als Qualifikation diente die CONCACAF W Championship 2022, bei der sich das siegreiche Team direkt für die Spiele in Paris qualifizieren konnte. Der Zweite und Dritte spielten dann noch in Hin- und Rückspiel um ein weiteres Olympiaticket. Die Mexikanerinnen trafen in der Gruppenphase auf Haiti, Jamaika sowie die USA und verloren die drei Spiele, so dass sie als Gruppenletzte ausschieden und erneut die Olympischen Spiele verpassen.

## Statistiken

### Bilanz gegen die Olympiasieger bei Olympischen Spielen
- Deutschland: 1 Spiel – 1 Niederlage – 0:2 Tore
- Kanada: 0 Spiele
- Norwegen: 0 Spiele
- USA: 0 Spiele

## Spiele

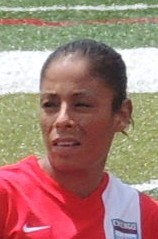
Maribel Domínguez, mexikanische Rekordtorschützin und einzige Torschützin bei den Olympischen Spielen für Mexiko

Mexiko bestritt bisher drei Spiele bei den Olympischen Spielen. Davon wurde keins gewonnen, zwei verloren und eins endete remis. Kein Spiel ging in die Verlängerung.
Mexiko spielte nie gegen den Gastgeber, Titelverteidiger oder späteren Olympiasieger. Alle Spiele sind bisher einmalig.
Mexiko spielte bereits gegen Mannschaften aus drei Konföderationen (Asien, Europa und Südamerika) aber bisher nur gegen den Europameister, der zugleich auch amtierender Weltmeister war, und Südamerikameister.
Die meisten Spiele bestritten elf Spielerinnen die in den drei Spielen zum Einsatz kamen. Das einzige Tor für Mexiko erzielte Rekordtorschützin Maribel Domínguez.
| Nr. | Datum      | Ergebnis | Gegner              | Austragungsort | A/H/* | Anlass        | Bemerkung |
| --- | ---------- | -------- | ------------------- | -------------- | ----- | ------------- | --------- |
| 1   | 14.08.2004 | 1:1      | Volksrepublik China | Patras (GRC)   | *     | Vorrunde      |           |
| 3   | 17.08.2004 | 0:2      | Deutschland*        | Piräus (GRC)   | *     | Vorrunde      |           |
| 4   | 20.08.2004 | 0:5      | Brasilien           | Iraklio (GRC)  | *     | Viertelfinale |           |

Anmerkung: Fett gesetzte Mannschaften waren zum Zeitpunkt des Spiels Kontinentalmeister, die mit „*“ markierte Mannschaft war auch Weltmeister.

## Rekorde
Gegen kein Land kassierte die Mannschaft ihre höchste Niederlage bei den Olympischen Spielen.